# Cattedrale di Ginevra
La cattedrale di San Pietro (o cattedrale di Ginevra o Cathédrale Saint-Pierre) è la chiesa protestante maggiore di Ginevra. La chiesa fu la cattedrale della città per quasi mille anni, dalla fine del IV secolo al 1535, anno della Riforma protestante. L'edificio attuale fu ricostruito nel XII secolo sulle rovine di chiese risalenti a epoche precedenti, mentre il portale venne aggiunto nel XVII secolo. La chiesa è anche tempio civico sede delle assemblee del Consiglio di Stato, l'assemblea cantonale.
Giovanni Calvino, uno dei maggiori esponenti della Riforma protestante, scelse questa cattedrale come sede nel periodo che trascorse a Ginevra. Per 23 anni, Calvino lesse e spiegò le Sacre Scritture durante i sermoni, all'interno della cattedrale è conservata la sedia di legno usata da Calvino.
L'area al di sotto della cattedrale è stata oggetto di scavi archeologici che hanno rivelato un sito storico risalente all'epoca dell'Impero romano. Dal XIII secolo al X secolo nel sito erano presenti tre edifici: una cattedrale usata per i riti sacri e altre due strutture utilizzate pubblicamente per i sacramenti e per la predicazione. 
L'artista tedesco Konrad Witz dipinse una famosa pala d'altare per la cattedrale nel 1444, ora conservata nel Musée d'art et d'histoire di Ginevra.

## Architettura
Costruita inizialmente per il rito cattolico, dedicata a san Pietro apostolo, venne modificata completamente con l'avvento della Riforma nella metà del XVI secolo. La filosofia di austerità della riforma generò grandi cambiamenti all'interno dell'edificio: portò allo svuotamento di ogni ornamento e delle decorazioni policrome realizzate durante il Medioevo. Solo le finestre vennero salvate e alcuni mobili, la loro distruzione sarebbe stata molto costosa in termini di riparazione. Tra le ultime opere d'arte che ornarono la cattedrale, vi era la pala d'altare di Konrad Witz (1444), ora custodita al Musée d'art et d'histoire di Ginevra: una rappresentazione della pesca miracolosa ambientata nel porto di Ginevra, in cui sono raffigurati Cristo e San Pietro.
Esternamente i cambiamenti più visibili sono stati sicuramente la costruzione della torre sud, l'aggiunta del portico, l'aggiunta della cappella dei Maccabei, e la ricostruzione della torre nord. L'attuale facciata neoclassica ha sostituito la precedente in stile gotico, su progetto dell'architetto Benedetto Alfieri tra il 1752 e il 1756, soprattutto a causa della minaccia del crollo della parte occidentale dell'edificio.

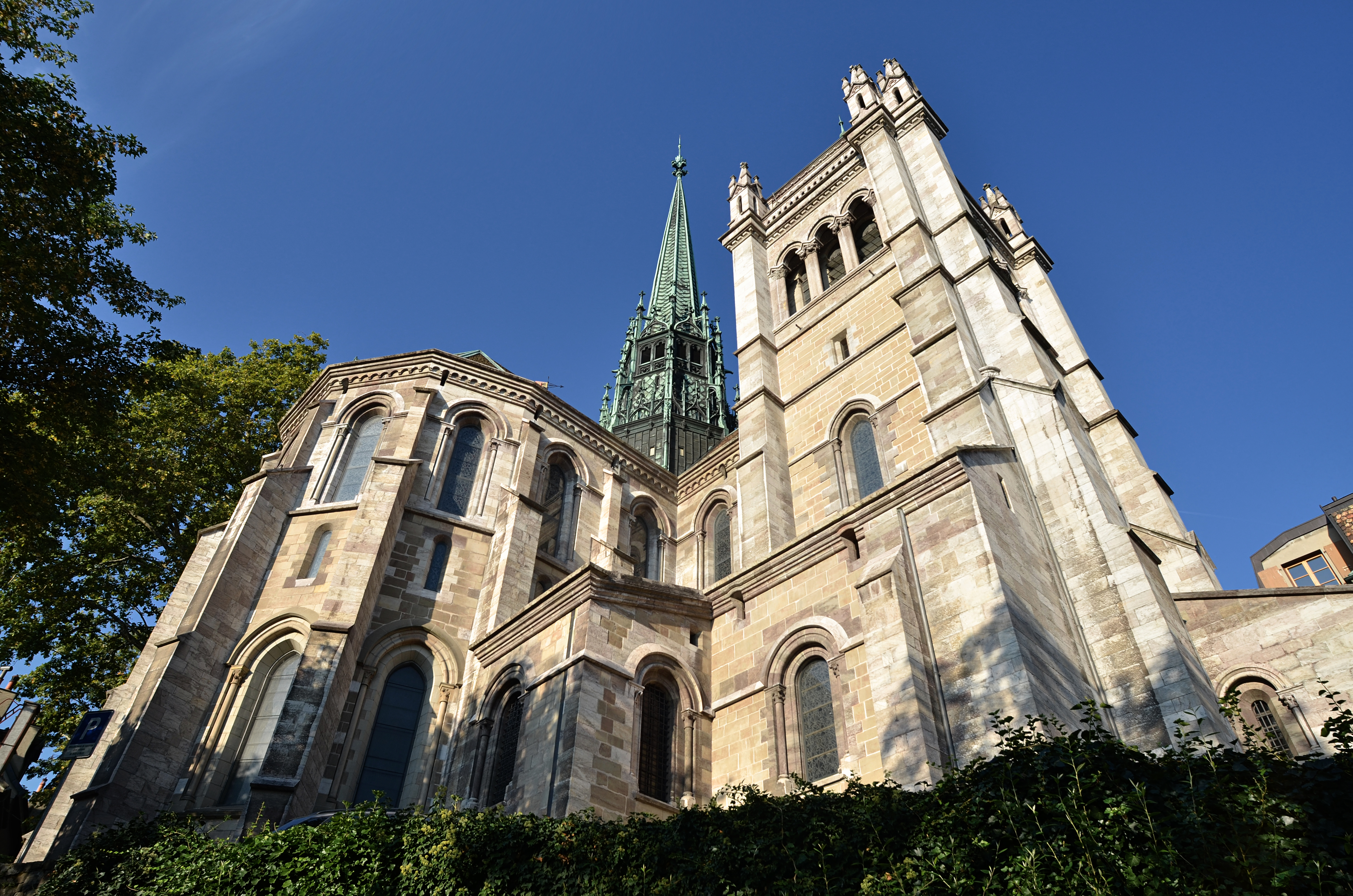
Veduta della parte absidale.
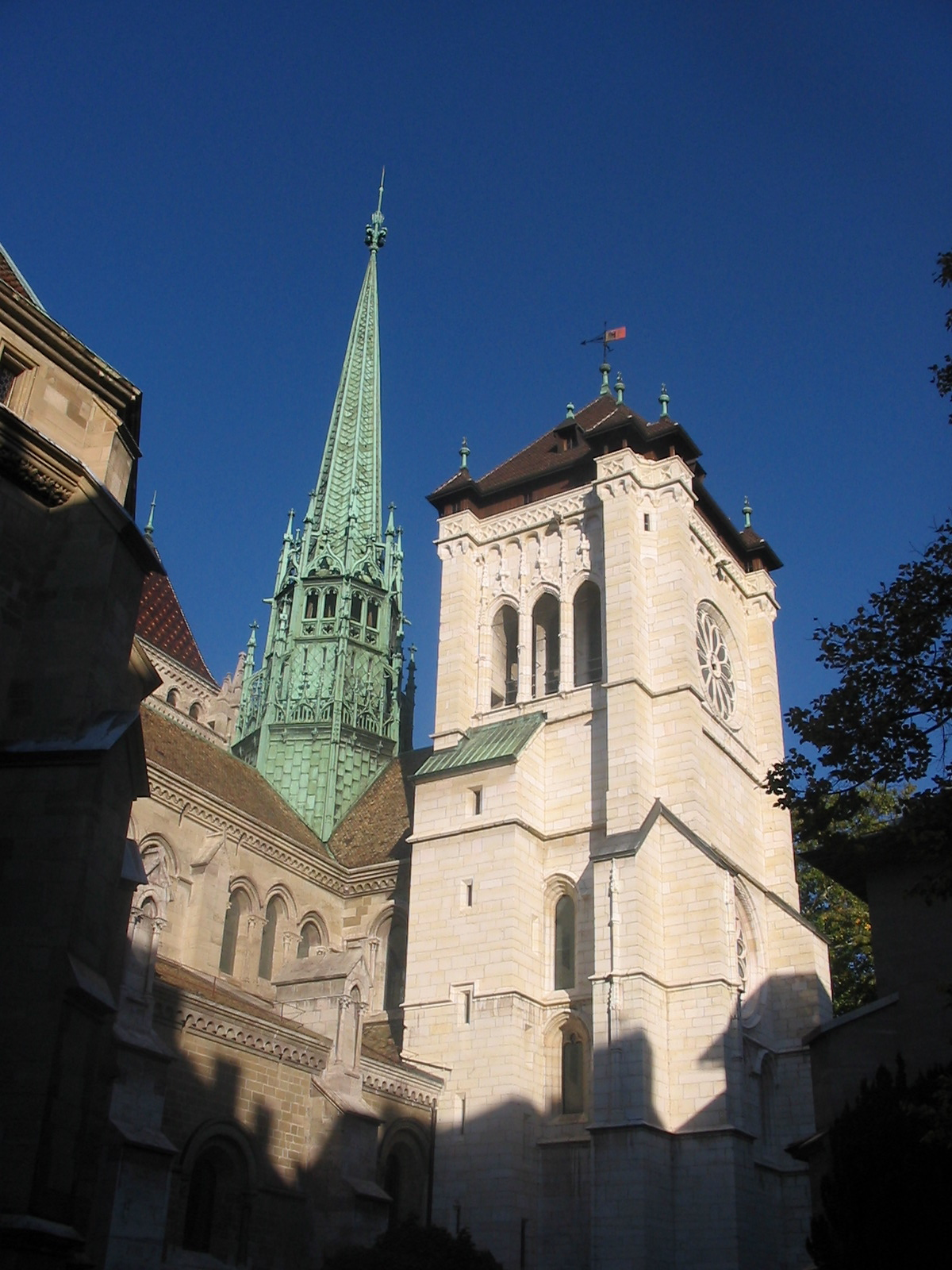
Il campanile romanico e la guglia.
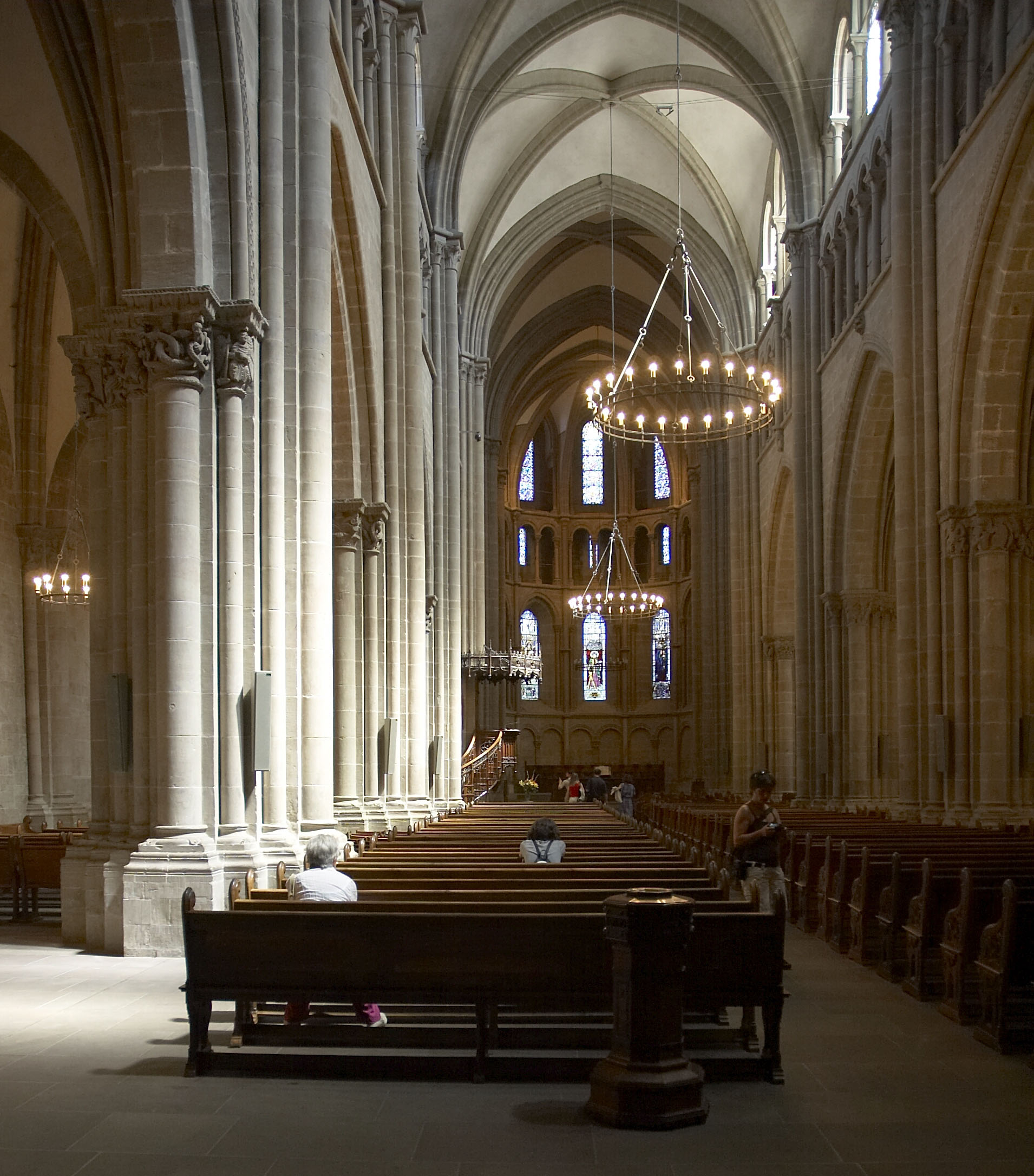
L'interno della Cattedrale.
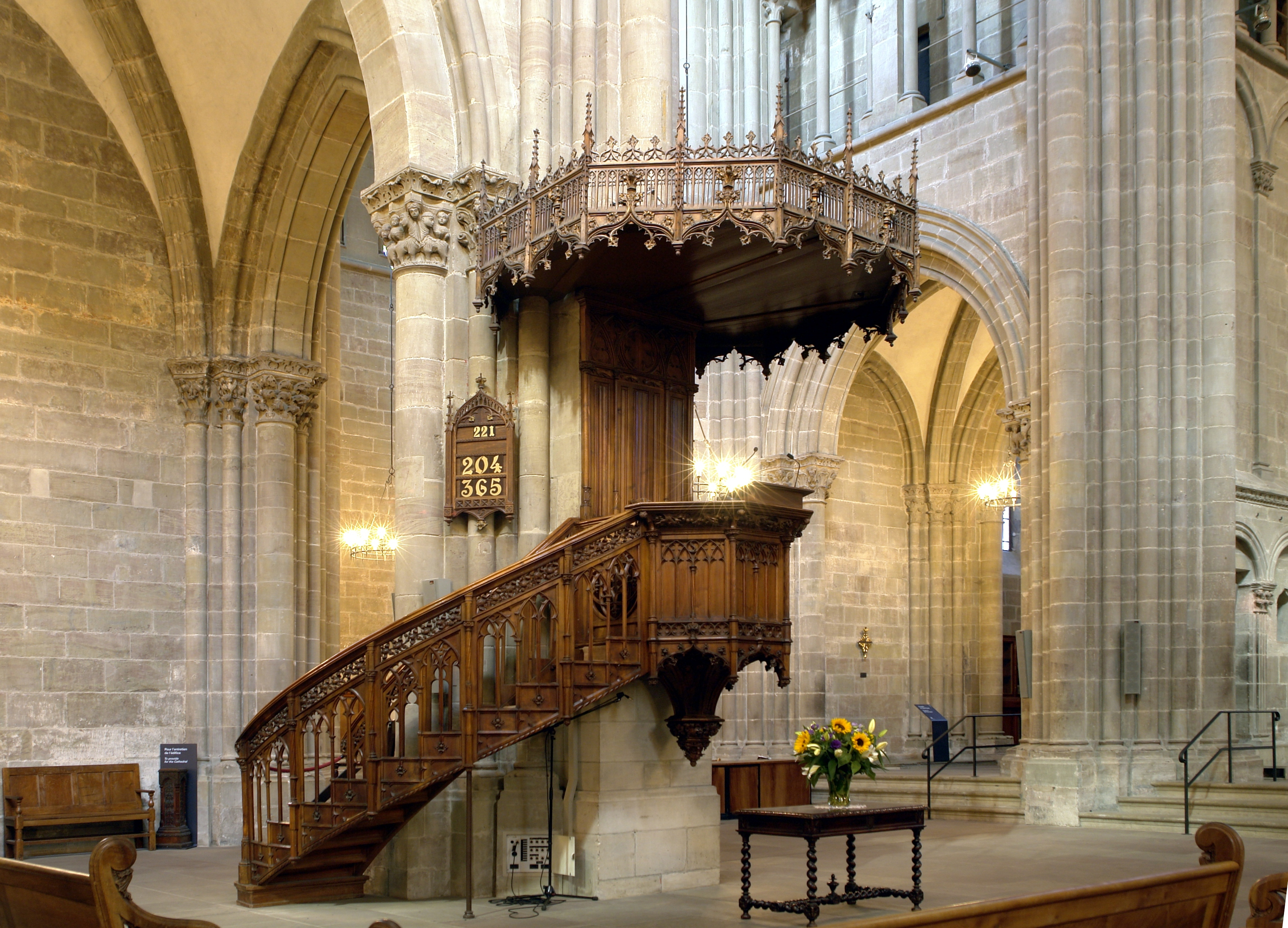
Il pulpito.
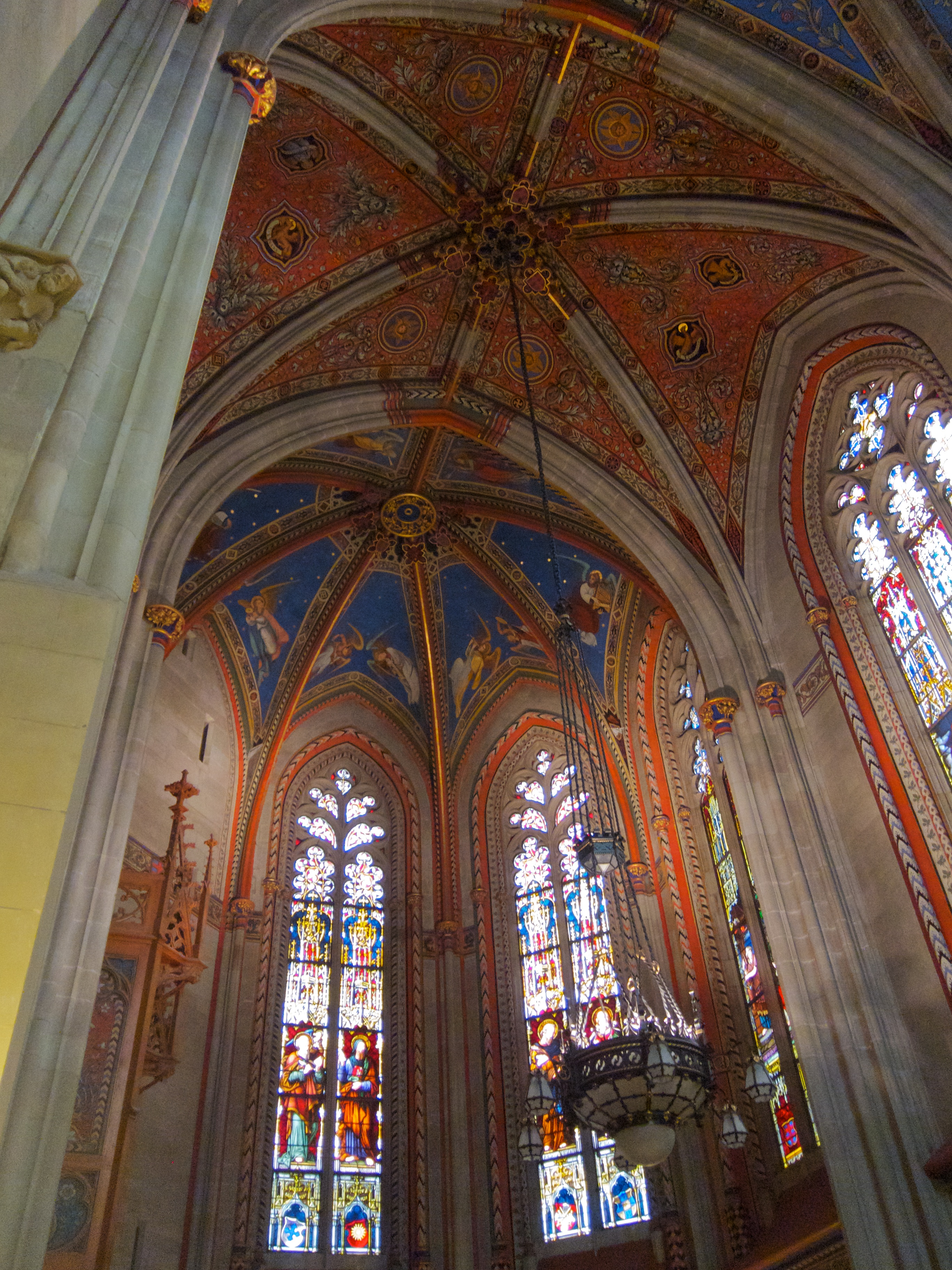
Cappella dei Maccabiti.

## Epoca della Riforma

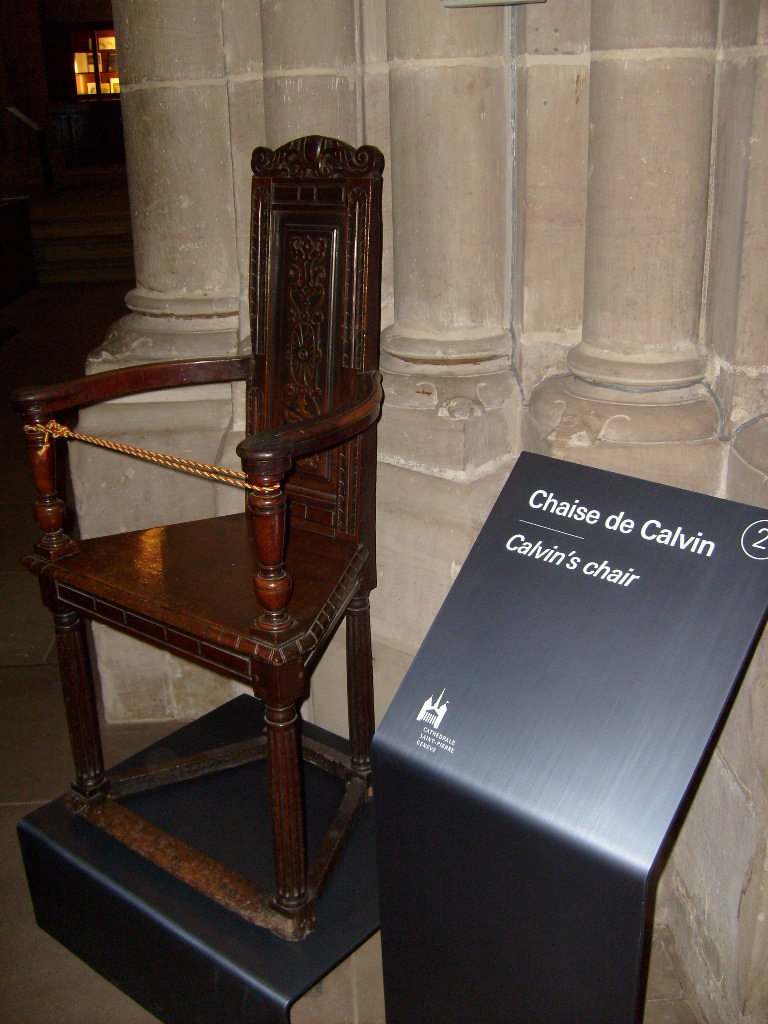
Sedia di Giovanni Calvino

Con l'avvento della Riforma protestante, il destino della cattedrale cambia improvvisamente. L'8 agosto 1535, Guillaume Farel, nonostante il divieto dei magistrati, predicò per la prima volta davanti a una folla enorme. Il pomeriggio dello stesso giorno, durante i vespri, alcuni iconoclasti hanno devastato la cattedrale distruggendo statue e lacerando immagini che non erano in conformità con il nuovo culto della riforma. In seguito a questo evento il Consiglio decide il 10 agosto 1535 di sospendere temporaneamente la messa. La riforma venne proclamata ufficialmente a Ginevra il 21 maggio 1536, e allo stesso tempo venne reso obbligatorio mandare i propri figli a scuola. Da questo momento Ginevra diventa il centro del calvinismo e viene soprannominata la "Roma protestante". Nel luglio del 1536, Giovanni Calvino arrivò a Ginevra, negli anni successivi avrà un'influenza immensa su tutti gli aspetti della vita ginevrina in qualità di presidente della Compagnia dei pastori.
La prima Santa Messa di rito cattolico dopo la riforma protestante doveva essere celebrata il 29 febbraio 2020, a cinque secoli dalla Riforma Protestante, ma a causa della COVID-19 fu spostata al 5 marzo 2022.

## Le campane
La cattedrale possiede non meno di 45 campane divise tra le due torri (nord e sud) e la guglia. Nella torre nord sono presenti le due campane più grandi, La Clemence e La Bellerive. La campana più grande, La Clemence, di ben 6 tonnellate, venne fusa dal maestro campanaro Guerri Marclay (che lavorò anche al castello di Ripaille per il duca Amedeo VIII di Savoia) e venne inaugurata dal vescovo  Jean de Lornai il 25 ottobre 1407.
Le campane L'Éveil, L'Espérance, La Collavine, La Bellerive e L'Accord formano la melodia che si sente il sabato sera e domenica mattina per annunciare il culto. Durante le principali celebrazioni religiose e civili, la melodia è integrata dagli interventi della campana La Clemence.
| Nome                 | Versione originale    | Versione attuale      | Peso [kg] | Altezza [m] | Diametro [m] | Torre  | Nota |
| -------------------- | --------------------- | --------------------- | --------- | ----------- | ------------ | ------ | ---- |
| La Clémence          | 1407                  | 1902                  | 6238      | 2,14        | 2,19         | Nord   | Sol2 |
| L'Accord             | 1481                  | 1845                  | 2080      | 1,48        | 1,56         | Sud    | Do3  |
| La Bellerive         | 1459                  | 1473                  | 1500      | 1,4         | 1,4          | Nord   | Mi3  |
| La Cloche des Heures | 1460                  | 1460                  | 1610      | 1,37        | 1,29         | Guglia | Mi3  |
| La Collavine         | 1609                  | 1609                  | 1012      | 1,17        | 1,14         | Sud    | Sol3 |
| L'Espérance          | 2002                  | 2002                  | 475       | 0,92        | 0,93         | Sud    | La3  |
| L'Éveil              | 1528                  | 1845                  | 261,5     | 0,78        | 0,75         | Sud    | Do4  |
| Le Tocsin            | 1509                  | 1509                  | 270       | 0,78        | 0,76         | Sud    | Do#4 |
| Le Rappel            | 2° metà del XV secolo | 2° metà del XV secolo | 133       | 0,6         | 0,59         | Sud    | Mi4  |

## Museo
La cattedrale è aperta al pubblico, ed è possibile accedere alle torri campanarie Nord e Sud da cui si gode un'eccellente vista panoramica su Ginevra distesa al bordo del lago.
Nel seminterrato della cattedrale è presente un sito archeologico, portato alla luce dagli scavi e aperto al pubblico dal 1976. Diverse aree sono state progettate appositamente e presentate con moderne tecniche di esposizione museale; da novembre 2006 la cattedrale è uno dei più grandi siti archeologici europei a nord delle Alpi che spazia dal III secolo a.C al XII secolo.
La cattedrale, nel cuore della città antica di Ginevra, è ora parte di un ampio spazio spirituale e culturale denominato l'Éspace Saint-Pierre, che comprende il Museo internazionale della Riforma e l'Auditorio di Calvino.

Il panorama visibile dalla torre Nord della cattedrale: sono visibili il Lago di Ginevra e il caratteristico Jet d'eau.